# Zlatorog Arena
La Zlatorog Arena est un complexe sportif polyvalent situé à Celje, en Slovénie. 
Elle accueille les matchs à domicile du club de handball du RK Celje Pivovarna Laško.

## Événements
- 2004 : Championnat d'Europe masculin de handball, 1er tour.
- Septembre 2013 : Championnat d'Europe masculin de basket-ball, 1er tour.
- Novembre 2022 : Championnat d'Europe féminin de handball, Tour préliminaire.